# Observatoire populaire de Drebach
L'observatoire populaire de Drebach (en allemand Volkssternwarte Drebach) est un observatoire astronomique allemand situé à Drebach, en Saxe, en Allemagne. L'Union astronomique internationale lui attribue le code 113.
L'observatoire a été ouvert le 3 juillet 1969, comme observatoire scolaire ouvert au public. En 1974, il s'est équipé d'une seconde structure d'observation. En 1986, tous les bâtiments ont été rénovés. Depuis 1992 il fonctionne également comme une station météorologique. En 1997, le dôme a accueilli un télescope de 50 cm qui, à ce jour, est le principal instrument d'observation du site.
En 2001 a été inauguré le planétarium avec une voûte de 11 mètres.
Le Centre des planètes mineures lui attribue la découverte de seize astéroïdes effectués entre 2001 et 2009. Grâce à ses nombreuses installations, d'autres objets célestes ont également été découverts par divers astronomes, dont Jens Kandler, André Knöfel et Gerhard Lehmann.